# Узень — Актау (газопровід)
Узень — Актау — газопровід на південному заході Казахстану, який забезпечує подачу ресурсу споживачам Мангистауської області.
У 1960-х роках на півострові Мангишлак почалась розробка нафтових родовищ, дві групи яких виявили в районах Новий Узень (наразі Жанаозен) та Жетибай. При цьому отримували значні обсяги попутного газу, котрий вирішили використати на потреби промисловості в районі Актау, де в 1969-му почалось продукування азотних та фосфорних добрив (на той час це виробництво відносилось до Прикаспійського гірничо-металургійного комбінату, орієнтованого на видобуток урану). Окрім хімкобінату споживачами блакитного палива стали підприємства електроенергетики (Актауська ТЕЦ-1, Актауська ТЕЦ-2).
В 1968-му став до ладу газопровід Узень — Актау довжиною 150 км та діаметром 530 мм, а в 1971-му до Актау проклали газопровід від Жетибаю.
В 1975-му через Узень пройшла третя черга магістральної системи «Середня Азія — Центр» (САЦ-3), що починалась південніше на туркменських родовищах Прикаспію. За потреби ресурс із САЦ-3 міг подаватись у газопровід на Актау.
У 1981-му для нарощування поставок між Узенем та Актау проклали ще одну нитку діаметром 720 мм, при цьому проектна пропускна здатність системи досягнула 3,6 млрд м3 на рік. З іншої сторони, в 1980-х почала роботу ТЕС Актау.
Оскільки попутний газ містить значну кількість гомологів метану, вирішили організувати їх вилучення з продукції мангишлацьких родовищ. Як наслідок, у середині 1970-х в Узені почався запуск Казахського газопереробного заводу (один з продукованих ним компонентів — етан — надалі транспортувався по етанопроводу до все того ж Актау для використання піролізним виробництвом). Ресурс із Жетибайської групи родовищ також подали для переробки на Казахський ГПЗ, для чого між Жетибаєм та Узенем проклали ще одну нитку. У випадку аварій на нитках, що обслуговували напрямок Узень — Актау, її могли реверсувати для забезпечення безперебійності поставок на актауські виробництва. Втім, 1992-го року через поганий технічний стан нитку Жетибай — Узень вивели з експлуатації.
Станом на середину 2000-х років на  трасі Жанаозен — Актау знаходилась в експлуатації нитка діаметром 720 мм. При цьому в 2008-му між Жетибаєм та Жанаозеном спорудили нову ділянку довжиною 60 км та діаметром 530 мм. Відновлення цієї резервної схеми дозволило здійснювати капітальний ремонт газопроводу на Актау без зупинки подачі ресурсу споживачам.
Також можливо відзначити, що хоча після розпаду СРСР використання САЦ-3 у проектному режимі припинилось, проте з 2014-го по реверсованій ділянці Бейнеу — Жанаозен подається блакитне паливо із казахської газотранспортної системи.
В 2010-х роках у Актау з'явився новий значний споживач блакитного палива — ТЕЦ заводу добрив.